# Gregor Pöck

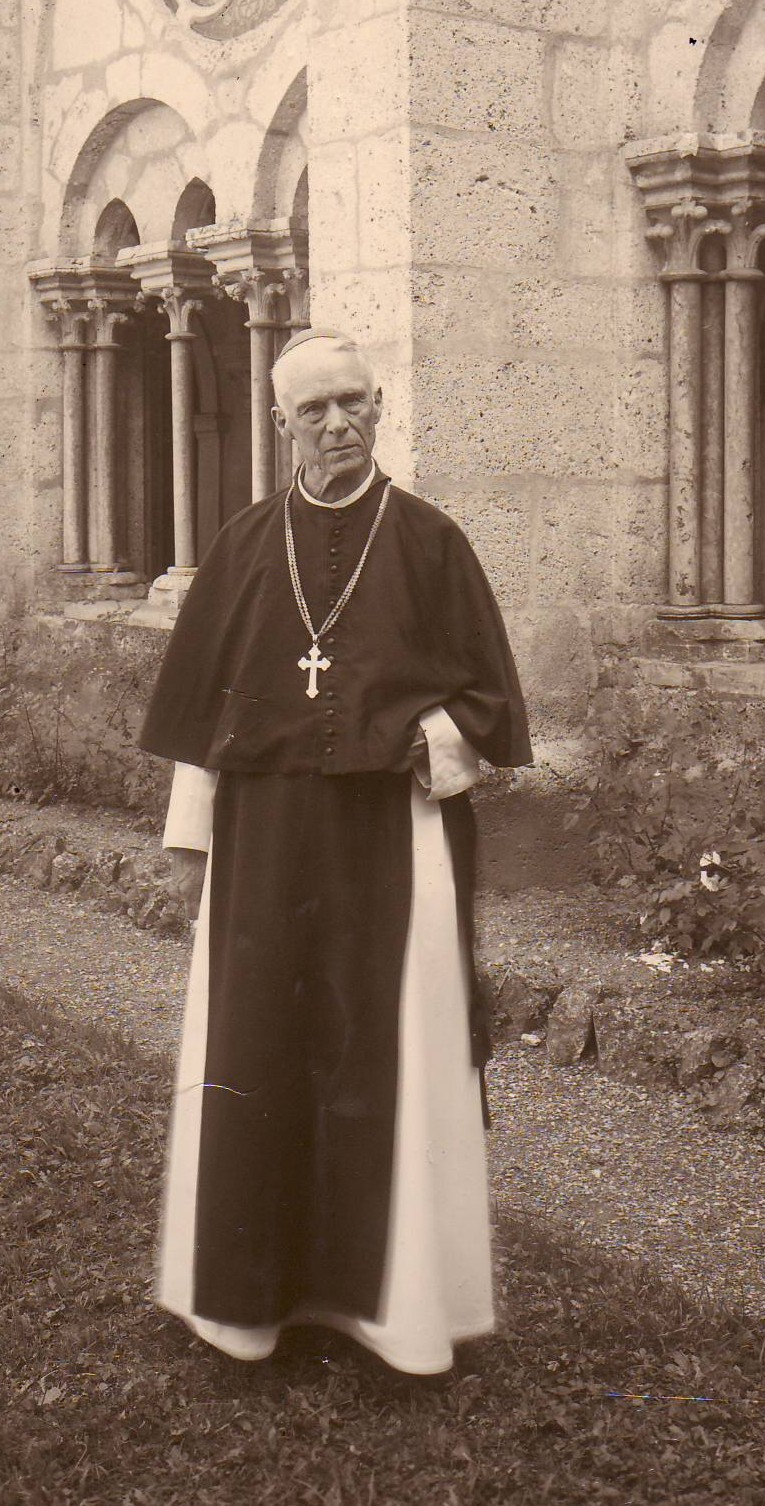
Abt Gregor um 1940

Gregor Pöck OCist (* 24. Februar 1862 in Wiener Neustadt als Karl Pöck; † 18. April 1945 in Heiligenkreuz) war der 63. Abt des Stiftes Heiligenkreuz bei Wien.

## Leben
Gregor Pöck wurde in Wiener Neustadt als Karl Pöck geboren, besuchte dort das Gymnasium und wurde am 24. August 1881 in Heiligenkreuz als Novize eingekleidet. Am 15. August 1886 feierte er seine Primiz und wurde am 3. Dezember 1890 zum Dr. theol. promoviert. Seine Aufgaben im Stift waren zunächst wissenschaftlicher Natur. 1892 wurde er Bibliothekar und Professor für thomistische Philosophie an der theologischen Hauslehranstalt des Stiftes. Er diente auch als Klerikerpräfekt, bis er am 24. Juli 1902 zum Abt erwählt wurde. Die Benediktion empfing er am 20. August 1902 durch Weihbischof Schneider.
1915 wurde Abt Gregor Pöck Generalvikar der österreich-ungarischen Zisterzienserkongregation. Er starb, nach der längsten Regierungszeit aller Heiligenkreuzer Äbte, in den letzten Tagen des Zweiten Weltkrieges, weil er sich im Alter von 83 Jahren in die kalte Stiftskirche gelegt hatte, um Frauen aus der Gemeinde Heiligenkreuz vor sowjetischen Truppen zu schützen. Die darauf erfolgende Erkältung brachte ihm den Tod. Er wurde in der Stiftskirche bestattet, da wegen der Besatzung ein Begräbnis in der Äbtegruft des Ortsfriedhofes nicht möglich war.

## Ehrungen
- 1912 wurde er Ehrenmitglied der katholischen Studentenverbindungen KÖStV Aargau Wien, KÖStV Nibelungia Wien und KÖHV Franco-Bavaria Wien, damals im CV, ab 1933 im ÖCV.[1]

- In Heiligenkreuz ist eine Straße nach ihm benannt.

Abt Gregor Pöcks Wappen, dargestellt auf seinem Grabstein in der Heiligenkreuzer Stiftskirche

## Schriften
- Die Totenkapelle im Stifte Heiligenkreuz. Sonderabdruck aus den Mitteilungen der k.k. Zentral-Kommission für Denkmalpflege 12 (1913), S. 1–9.
- Erinnerungen an die Tragödie von Mayerling. In: Reichspost (Wien, 30. Jan. 1929).
- Das „Untere Dormitorium“ im Stifte Heiligenkreuz. In: Deutsche Kunst und Denkmalpflege (1935), S. 186–188.
- Ein neuentdecktes romanisches Portal der Stiftskirche in Heiligenkreuz. In: Die Denkmalpflege (1932), S. 175–177.